# ليفي إف. مارتن
ليفي إف. مارتن هو سياسي أمريكي، (و. 1845 – 1909 م).